# 七ヶ宿郵便局
七ヶ宿郵便局（しちがしゅくゆうびんきょく）は宮城県刈田郡七ヶ宿町にある郵便局。民営化前の分類では集配特定郵便局であった。

## 概要
住所：〒989-0599 宮城県刈田郡七ヶ宿町関8

## 沿革
- 2007年（平成19年）10月1日 - 民営化に伴い、併設された郵便事業白石支店七ヶ宿集配センターに一部業務を移管。
- 2012年（平成24年）10月1日 - 日本郵便株式会社発足に伴い、郵便事業白石支店七ヶ宿集配センターを七ヶ宿郵便局に統合。
- 2016年（平成28年）3月22日 - 湯原郵便局から集配業務を移管。
- 2022年（令和4年）11月1日 - 湯原郵便局の廃止[1]に伴い、取扱業務を承継[2][3][4]。

## 取扱内容
- 郵便、印紙、ゆうパック、内容証明
- 貯金、為替、振替、振込、国際送金、国債、投資信託
- 生命保険、バイク自賠責保険、がん保険、変額年金保険
- ゆうちょ銀行ATM
- 七ヶ宿町内の集配業務

## 周辺
- 国道113号
- 七ヶ宿町役場
- みやぎ仙南農業協同組合七ケ宿支店
- 仙南地域広域行政事務組合消防本部白石消防署七ヶ宿出張所

## その他
- 駐車場あり：7台